# Santo Piazzese
Santo Piazzese, né à Palerme en 1948, est un écrivain italien, auteur de quatre romans publiés chez Sellerio Editore, dont trois appartiennent au genre policier.

## Biographie
Né à Palerme en 1948, il est diplômé en biologie et travaille comme chercheur auprès de l'Université de Palerme jusqu'à la retraite. Pour cette raison, il se définit comme un biologiste prêté à l'écriture. En 1996, il publie son premier roman, Les Crimes de la via Medina-Sidonia (I delitti di via Medina-Sidonia), publié par Sellerio en Italie et traduit en France au Fleuve Noir en 1998. Son premier roman lui permet d'obtenir le premier prix au Festival del Primo Romanzo à Turin et le premier prix du Festival du Premier Roman à Chambéry. En plus de ses romans, il publie aussi plusieurs nouvelles, dont certaines sont parues en France. Il collabore également au quotidien La Repubblica et à de nombreuses revues italiennes et étrangères. Il commence en 2000 comme auteur radiophonique, avec un documentaire radiophonique en cinq épisodes transmis par la RAI et dédié à quelques sites de la Sicile antique.
Les trois premiers romans sont des romans policiers qui se déroulent à Palerme, dans lesquels l'élément géographique est particulièrement important, puisqu'ils sont très imprégnés de l'atmosphère typique de la ville dont ils offrent, par ailleurs, un aperçu très intéressant et loin des clichés siciliens habituellement renvoyés par le cinéma et la littérature.
Bien qu'appartenant au genre policier, et donc en lien avec la criminalité, les romans de Piazzese ne racontent pas des histoires de la mafia, qui toutefois entre dans la trame d'un de ses romans, Le Souffle de l'avalanche (Il soffio della valanga, 2002), puisque c'est l'homicide d'un chef mafieux et d'une personne qui était avec lui qui fait démarrer les enquêtes et dont la narration s'inspire. Avec Le Souffle de l'avalanche, Piazzese remporte le Prix Fedeli en 2002.
Les deux premières œuvres de Santo Piazzese ont pour protagoniste Lorenzo La Marca, un professeur de biologie qui se trouve à enquêter d'abord sur un trafic international qui implique l'environnement scientifique palermitain, et ensuite sur la mystérieuse vie de M.Laurent, père d'une amie française du protagoniste. Elles sont caractérisées par un style particulièrement ironique et brillant qui reflète le caractère du héros tel que créé par la plume de Piazzese.
Dans le troisième roman, cependant, le style change complètement. Le héros est un personnage secondaire des deux premiers romans, le Commissaire Spotorno, personnage introverti et taciturne, dont le caractère, encore une fois, imprègne le déroulement du roman, en donnant vie à une œuvre complètement différente des deux précédentes, ce qui témoigne de la narration de très grande force de l'écrivain. Dans un passage de l’œuvre, Spotorno discute au téléphone avec un collègue de Vigata, évidemment le Commissaire Montalbano, personnage créé par la plume d'Andrea Camilleri. La citation révèle une grande admiration pour le doyen des écrivains de romans policiers siciliens, et un respect pour qui parmi les premiers, dans le filon inauguré par Leonardo Sciascia, a fait de la Sicile la protagoniste de ses romans. Les épisodes racontés dans ce récit sont temporellement parallèles à ceux du premier roman, Les Crimes de la via Medina-Sidonia.
En 2010, l'écrivain annonce la publication de son quatrième roman prévue pour l'année suivante, mais qui ne paraît finalement qu'en 2013. À la différence des œuvres précédentes, Blues di mezz'autunno n'a pas comme environnement le chef-lieu sicilien et s'éloigne des récits d'enquête. Il constitue plutôt une évocation nostalgique de la période avant l'obtention de son diplôme par le héros Lorenzo La Marca, un universitaire qui pendant ses études tombe au beau milieu d'une communauté insulaire de personnages ayant des affinités culturelles avec lui et avec lesquels il partagera des moments de légèreté et une révélation aussi inquiétante que bouleversante.

## Œuvre

### Romans
- I delitti di via Medina-Sidonia (1996) Publié en français sous le titre Les Crimes de la via Medina-Sidonia, Paris, Fleuve noir no 38, 1997  (ISBN 2-265-06302-9)
- La doppia vita di M.Laurent (1998) Publié en français sous le titre La Double Vie de M. Laurent, Paris, Fleuve noir, coll. « Noirs », 2001  (ISBN 2-265-06762-8)
- Il soffio della valanga (2002) Publié en français sous le titre Le Souffle de l'avalanche, Paris, Éditions du Seuil, 2005  (ISBN 2-02-066195-0)
- Blues di mezz'autunno (2013)